# Flunitrazepam

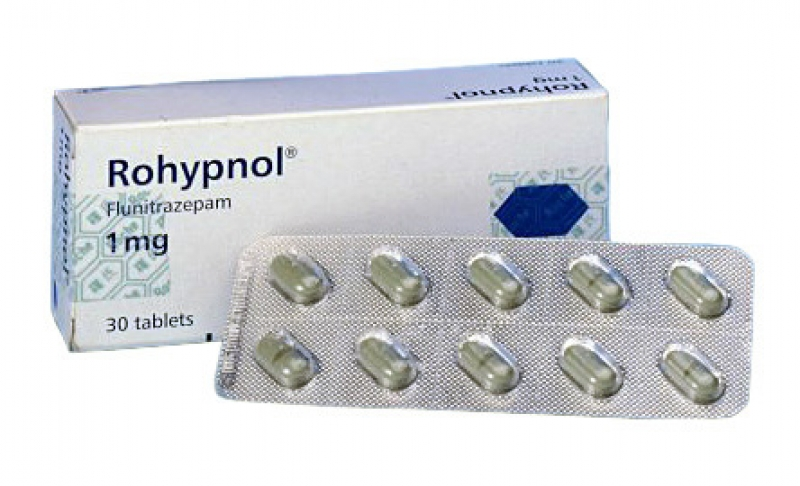
Rohypnol

El flunitrazepam (también conocido como Rohypnol) es un fármaco hipnótico de la familia de las benzodiazepinas. Dentro de esa familia, lo encontramos (junto a flurazepam, nitrazepam y algunos otros) entre los de larga semivida y con un potente efecto como hipnótico. En Estados Unidos nunca se aprobó para uso médico debido a su utilización como droga para cometer violaciones durante la década de los años 90 en algunas zonas de Florida y Texas. Para reducir este hecho, las empresas que distribuyen este fármaco y el gobierno de Estados Unidos llegaron a un acuerdo para reducir su distribución en ese país. En Europa, se distribuye y se vende en farmacias bajo prescripción médica. Pertenece a la categoría de los psicotrópicos y lo fabrica Hoffmann-La Roche.

## Historia
El Flunitrazepam se sintetizó en 1970 por Roche y es usado hospitalariamente como sedante quirúrgico. Ingresó al mercado en Europa en 1975, y a partir de los años 1980 comenzó a estar disponible en otros países. Apareció en Estados Unidos en los años 1990.

## Presentaciones
Existen presentaciones en comprimidos de 1 y 2 mg, en ampollas de 2 mg y en supositorios de 1 y 2 mg.

## Acción y mecanismo
Actúa incrementando la actividad del ácido gamma-aminobutírico (GABA), un neurotransmisor inhibidor que se encuentra en el cerebro, al facilitar su unión con el receptor GABAérgico. Posee actividad hipnótica, anticonvulsivante, sedante, relajante muscular y amnesia.

## Farmacocinética
La biodisponibilidad por vía oral es del 90-95% y emplea un tiempo para alcanzar la concentración máxima (Tmax) = 1.2±1 h. El grado de unión a proteínas plasmáticas es del 77-88%. Es metabolizado ampliamente en el hígado, siendo eliminado mayoritariamente con la orina (81%) en forma de metabolitos libres o conjugados, el 11% se elimina con las heces. Su semivida de eliminación es de 19-22 h.

## Indicaciones
- Insomnio: tratamiento por vía oral a corto plazo, sólo si el insomnio es grave, incapacitante o preocupa intensamente al paciente.
- Ansiedad: ligada a procedimientos quirúrgicos y/o diagnósticos: tratamiento por vía parenteral.
- Inducción y mantenimiento de la anestesia: por vía parenteral. Sedación quirúrgica.[4]

## Efectos adversos
Los efectos adversos de flunitrazepam son frecuentes y moderadamente importantes. El perfil toxicológico de este fármaco es similar al del resto de benzodiazepinas ansiolíticas. En la mayor parte de los casos, las reacciones adversas son una prolongación de la acción farmacológica y afectan principalmente al sistema nervioso central. El 50% de los pacientes experimenta somnolencia transitoria, durante los primeros días de tratamiento.
Las reacciones adversas más características son:
- Muy frecuentemente (>25%): somnolencia, confusión y ataxia, especialmente en ancianos y debilitados; si persisten estos síntomas se debe reducir la dosis.
- Frecuentemente (10-25%): mareos, sedación, cefalea, depresión, desorientación, disfasia o disartria, reducción de la concentración, temblor, cambios en la libido, incontinencia urinaria, retención urinaria, náuseas, vómitos, diarrea, estreñimiento, sequedad de boca, hipersalivación, dolor epigástrico.
- Ocasionalmente (1-9%): hepatitis, ictericia, dermatitis, urticaria, prurito, leucopenia, agranulocitosis, anemia, trombocitopenia, eosinofilia, alteraciones del comportamiento, amnesia anterógrada, excitación paradójica, psicosis, alteraciones de la visión, diplopía, nistagmo, alteraciones de la audición.
- Raramente (<1%): depresión respiratoria, hipotensión, hipertensión, bradicardia, taquicardia, palpitaciones; dolor en el sitio de inyección, y flebitis y trombosis por vía i.v.[4]

## Advertencias especiales
Con el uso prolongado se desarrolla dependencia. La interrupción brusca de un tratamiento a dosis usuales puede ocasionar un síndrome de abstinencia (ansiedad, agitación, agresividad, insomnio, temblor, espasmo muscular). Si el tratamiento es con dosis elevadas, el síndrome de abstinencia puede ser grave (delirio y convulsiones). Es posible desarrollar amnesia anterógrada.

## Uso médico
- En EE. UU., el fármaco no está aprobado por la Food and Drug Administration para medicina, por lo tanto es una droga ilegal.[5]
- En el Reino Unido, el Rohipnol no se distribuye en el país desde 1986. No obstante su uso no es ilegal ya que está aprobado su uso por la agencia europea del medicamento.[6]
- En Australia, la prescripción médica es restrictiva. Se usa para tratamiento de insomnio severo.
- En España, el flunitrazepam se distribuía bajo receta médica y con el control especial de los medicamentos clasificados como psicotrópicos, hasta el 18/01/2013 cuando el medicamento que contenía el principio activo (Rohypnol era su nombre comercial) fue suspendido temporalmente, por lo cual ya no se distribuye actualmente.
- En Chile, el flunitrazepam se vende bajo receta médica con control especial de medicamentos clasificados como estupefacientes (la llamada receta cheque) esto es un control mayor que los medicamentos clasificados como psicotrópicos.
- En Perú, el flunitrazepam solo se puede adquirir con receta médica. Su consumo sin esta tiene consecuencias legales.
- En Uruguay, es fabricado y distribuido por el laboratorio Celsius, bajo el nombre de Somnidual, y su venta es bajo expendio de receta verde o receta psiquiátrica.